# Wilhelm (Boulogne)
Wilhelm von Blois (* um 1132/37; † 11. Oktober 1159) war ein englischer Prinz, Graf von Boulogne und Mortain, sowie Earl of Surrey aus dem Haus Blois.
Wilhelm war der dritte Sohn des englischen Königs Stephan von Blois und der Gräfin Mathilda von Boulogne. Von seinem Vater wurde er 1148/49 mit Isabel de Warenne verheiratet, nachdem deren Vater William de Warenne, 3. Earl of Surrey, auf dem zweiten Kreuzzug gefallen war. Somit wurde Wilhelm aus dem Recht seiner Frau selbst Earl of Surrey. Nach dem Tod seines älteren Bruders Eustach im Jahr 1153 wurde Wilhelm von seinem Vater nicht zum neuen Erben des englischen Throns erklärt. Um den Bürgerkrieg gegen das Haus Plantagenet zu beenden, erkannte König Stephan im Vertrag von Wallingford stattdessen seinen Rivalen Heinrich von Anjou als rechtmäßigen Thronerben an.
Wilhelm scheint sich mit dem Thronverzicht abgefunden zu haben, jedenfalls schloss er sich nach dem Tod seines Vaters 1154 dem Gefolge König Heinrichs II. an. Neben der von seinem Bruder 1153 geerbten Grafschaft Boulogne erhielt er vom neuen König 1154 auch die normannische Grafschaft Mortain als Lehen. In England hielt er die Burgen von Pevensey und Norwich, die er allerdings 1157 an den König abtreten musste. 1159 empfing Wilhelm vom König in Carlisle die Schwertleite und begleitete ihn anschließend auf den erfolglosen Eroberungszug gegen Toulouse. Auf der Rückreise nach England starb Wilhelm im Poitou und wurde in Montmorillon bestattet.
Da Wilhelm keine Kinder hatte, wurde die Grafschaft Mortain von Heinrich II. in die herzogliche Domäne der Normandie eingezogen. Die Grafschaft Boulogne erbte jedoch seine Schwester Maria, die allerdings Äbtissin der Abtei von Romsey war. Seine Witwe heiratete 1164 Hamelin, einen Halbbruder des Königs.